# Trek Livestrong U23/Saison 2010
Dieser Artikel listet Erfolge und Mannschaft des Radsportteams Trek Livestrong U23 in der Saison 2010 auf.

## Erfolge in den Continental Circuits
| Datum         | Rennen                                                  | Kat. | Fahrer         |
| ------------- | ------------------------------------------------------- | ---- | -------------- |
| 17. Mai       | Prolog Olympia’s Tour                                   | 2.2  | Taylor Phinney |
| 18. Mai       | 1. Etappe Olympia’s Tour                                | 2.2  | Taylor Phinney |
| 19. Mai       | 2. Etappe Olympia’s Tour                                | 2.2  | Taylor Phinney |
| 22. Mai       | 6. Etappe Olympia’s Tour                                | 2.2  | Taylor Phinney |
| 17.–22. Mai   | Gesamtwertung Olympia’s Tour                            | 2.2  | Taylor Phinney |
| 30. Mai       | Paris–Roubaix (U23)                                     | 1.2U | Taylor Phinney |
| 27. Juni      | US-amerikanische Meisterschaft – Einzelzeitfahren (U23) | NC   | Ben King       |
| 18. September | US-amerikanische Meisterschaft – Einzelzeitfahren       | NC   | Taylor Phinney |
| 19. September | US-amerikanische Meisterschaft – Straßenrennen          | NC   | Ben King       |

## Zugänge – Abgänge
| Zugänge         | Team 2009       | Abgänge                   | Team 2010                |
| --------------- | --------------- | ------------------------- | ------------------------ |
| Benjamin King   | Fly V Australia | Sam Bewley                | Team RadioShack          |
| Justin Williams | Rock Racing     | Bjorn Selander            | Team RadioShack          |
| Timothy Roe     | Savings & Loans | Ryan Bauman               | Bahati Foundation        |
| Nathan Brown    | Neoprofi        | Guy East                  | Kelly Benefit Strategies |
| Charlie Avis    | Neoprofi        | Ryohei Komori             | Unbekannt                |
| Alex Dowsett    | Neoprofi        | Taylor Kuphaldt           | Unbekannt                |
| Gavin Mannion   | Neoprofi        | Charlie Avis (bis 31.07.) | Unbekannt                |
| Chase Pinkham   | Neoprofi        |                           |                          |
| Iggy Silva      | Neoprofi        |                           |                          |

## Mannschaft
| Name              | Geburtstag        | Nationalität           |              |
| ----------------- | ----------------- | ---------------------- | ------------ |
| Nathan Brown      | 7. Juli 1991      | Vereinigte Staaten     |              |
| Cody Campbell     | 24. Februar 1990  | Kanada                 |              |
| Alex Dowsett      | 3. Oktober 1988   | Vereinigtes Königreich |              |
| Ben King          | 22. März 1989     | Vereinigte Staaten     |              |
| Benjamin King     | 14. Oktober 1988  | Australien             |              |
| Julian Kyer       | 15. Mai 1988      | Vereinigte Staaten     |              |
| Gavin Mannion     | 24. August 1991   | Vereinigte Staaten     |              |
| Taylor Phinney    | 27. Juni 1990     | Vereinigte Staaten     |              |
| Chase Pinkham     | 28. Oktober 1990  | Vereinigte Staaten     |              |
| Timothy Roe       | 28. Oktober 1989  | Australien             |              |
| Jesse Sergent     | 8. Juli 1988      | Neuseeland             |              |
| Iggy Silva        | 6. September 1990 | Vereinigte Staaten     |              |
| Justin Williams   | 26. Mai 1989      | Vereinigte Staaten     |              |
| Stagiaires        | Stagiaires        | Nationalität           | Nationalität |
| Joseph Dombrowski | Joseph Dombrowski | Vereinigte Staaten     |              |